# Mixonychus ganjuis
Mixonychus ganjuis är en spindeldjursart som beskrevs av Qian, Yuan och Ma 1980. Mixonychus ganjuis ingår i släktet Mixonychus och familjen Tetranychidae. Inga underarter finns listade i Catalogue of Life.